# ال فرانکو
ال فرانکو دهستانی در استان آستوریاس اسپانیا است.
در این دهستان ۴٬۱۶۲ نفر زندگی می‌کنند. مساحت این دهستان ۷۸٫۰۴ کیلومتر مربع است.